# Doreen Wilber
Doreen Viola Hansen, coniugata Wilber (Rutland, 8 gennaio 1930 – Jefferson, 19 ottobre 2008), è stata un'arciera statunitense.

## Biografia
Doreen Hansen era originaria dell'Iowa rurale e si era diplomata alla Jefferson High School nel 1948. Sposatasi con Paul Wilber, aveva iniziato a tirare con l'arco nel 1957 quando suo marito, che faceva il riparatore di auto, ne aveva ricevuto uno in cambio di un conto non pagato. Sebbene fosse una casalinga e non disponesse di un allenatore professionista, dominò negli anni 1960 nelle competizioni nazionali e internazionali, battendo diversi record e diventando la prima donna a tirare più di 1200 punti per il round FITA in una competizione internazionale. Era nota per la sua sportività e generosità, e nelle gare internazionali metteva a disposizione materiali sportivi per chi avesse avuto difficoltà di rifornimento.
Morì di Alzheimer nel 2008 a Jefferson, la città dove risiedeva e nella quale venne eretta una statua di bronzo a grandezza naturale in suo onore. Rimane la donna più anziana a vincere una medaglia olimpica di tiro con l'arco nell'era moderna.

## Carriera sportiva
Nel 1965 partecipò alla sua prima competizione a livello nazionale, suscitando curiosità per l'uso di frecce con piume vere. Doreen Wilber si classificò al secondo posto nell'individuale ai Campionati Mondiali Outdoor del 1969 e al quarto posto come membro della squadra statunitense. Nel 1971 arrivò seconda ai Campionati del mondo all'aperto e ottenne il terzo posto come membro della squadra degli Stati Uniti. 
Alle Olimpiadi estive di Monaco del 1972, all'età di 42 anni, Doreen Wilber vinse la medaglia d'oro nella sezione femminile della prima competizione olimpica moderna di tiro con l'arco. Nel primo dei due round FITA (in cui un arciere tira 36 frecce da ciascuna delle 4 distanze), Wilber ottenne 1198 punti sui 1440 possibili, piazzandosi quarta dietro la polacca Irena Szydłowska e la sovietica Ėmma Gapčenko. Nel secondo round tuttavia ottenne 1226 punti, vale a dire il miglior punteggio di qualsiasi altra concorrente in entrambi i round, stabilendo un nuovo record mondiale con un totale di 2424 punti. Successivamente in quell'anno lei e John Williams conquistarono una serie di medaglie d'oro nel tiro con l'arco per gli Stati Uniti.  

## Palmarès
- Giochi olimpici

Monaco di Baviera 1972: oro nell'individuale.